# 卢德飞
卢德飞（Theophil Ruderstaller，1906年—1946年6月10日），出生于上奥地利的Ostermiething，在中国阜新市去世。他是嘉布遣会（Capuchin）的修士，在中国宣教。
2005年齐齐哈尔的魏景仪主教（从2002年以来在佳木斯市前圣芳济教会代表团当管理员）告诉了北部蒂罗尔（奥地利）的圣芳济教会修士 Gaudentius Walser 在一间私人房子的花园里被挖掘了两副棺木。一副是卢德飞的，第二副是史神父（Antonin Schörcksnadel，来自奥地利的因斯布鲁克）的。1946年6月10日有人让他们两位人从教会去宿舍，然后在宿舍被射杀。
目前教廷进行对卢德飞成圣之前一步的过程（beatification）。